# Domingo Lombardi
Domingo Lombardi (Santa Lucía, 22 marzo 1898 – 19 agosto 1971) è stato un arbitro di calcio uruguaiano, internazionale dal 1927 al 1930.

## Biografia
Iniziò la carriera arbitrale prima del 1924 e diventò arbitro internazionale nel 1927.
L'anno seguente, alle Olimpiadi estive del 1928 ad Amsterdam, diresse la gara dei quarti di finale tra Italia e Spagna, terminata 1–1 dopo i tempi supplementari, che necessitò di una ripetizione, vinta dall'Italia.
Nel 1930 arbitrò la gara inaugurale dei campionati mondiali di calcio in Uruguay tra Francia e Messico, che vide la vittoria dei francesi per 4–1.
È deceduto nell'agosto del 1971 all'età di 73 anni.